# Burić Selo
Burić Selo is een plaats in de gemeente Krnjak in de Kroatische provincie Karlovac. De plaats telt 40 inwoners (2001).